# Curiosity: What’s Inside the Cube?
Curiosity: What’s Inside the Cube? – komputerowa gra zręcznościowa, wyprodukowana przez brytyjskie studio 22Cans i wydana 6 listopada 2012 roku na PC oraz iOS.
Gra jest pierwszym z serii 22 eksperymentów Petera Molyneux oraz prowadzonego przez niego studia 22 Cans Studios.

## Rozgrywka
Curiosity: What’s Inside the Cube? jest grą zręcznościową, zadaniem gracza jest jak najszybsze rozbicie gigantycznego sześcianu, składającego się z tysięcy mniejszych kwadratów. Aby gracz mógł osiągnąć cel korzysta on z różnego rodzaju dłut. Najtańsze – żelazne – kosztuje 1 dolara. Najdroższe – diamentowe – to 78 000 dolarów i jest 10 000 razy bardziej skuteczne od podstawowego (umożliwia rozbijanie wielu małych sześcianów w jednym momencie).
Trójwymiarowy sześcian został osadzony w sterylnej i pustej przestrzeni. W jego wnętrzu ukryto tajemnicę, którą Molyneux określił jako „zdolną do zmiany życia graczy”.
W rozgrywce może uczestniczyć maksymalnie 1 000 000 osób.

## Odbiór gry
Trzy godziny po przedwczesnej premierze w grze brało udział 100 000 osób.